# Ukrajinska grkokatolička Crkva
Ukrajinska grkokatolička Crkva (ukr. Українська греко-католицька церква (УГКЦ)), također poznata kao Ukrajinska katolička Crkva, jedna je od izravnih sljedbenica srednjovjekovne Ukrajinske Crkve osnovane prihvaćanjem kršćanstva u Ukrajini odnosno Kijevskoj Rusi 988. godine. Ubraja se među brojnije katoličke Crkve u Europi i ujedno je najveća Katolička Crkva prema bizantskom crkvenom obredu, izravno odgovorna Svetom Ocu u Vatikanu. Po broju crkvenih institucija u Ukrajini odmah slijedi Ukrajinsku pravoslavnu Crkvu.
Ukrajinska katolička Crkva ima ured u Vatikanu, u njemu trenutačno predsjeda Svjatoslav Ševčuk (prethodnik je kardinal Ljubomir Husar); generalni nadbiskup kijevsko-galički i cijele Rusi (Ukrajine). Radi burne povijesti Crkva danas ima svoje brojne filijale među iseljeništvom širom svijeta, posebno u Poljskoj, Kanadi i SAD-u. U Ukrajini živi oko 6 milijuna grkokatolika što ih čini manjinom među većinom građana pravoslavne vjeroispovijesti, ali Ukrajinska katolička Crkva ima izrazito veliki broj svojih posve neovisnih institucija u Ukrajini i svijetu što ju stavlja na predstavničko mjesto.
Katedrala Uskrsnuća Kristova glavna je katedrala Ukrajinske grkokatoličke Crkve u Kijevu.

## Povijest Crkve

### Zajedništvo s Rimom
Ukrajinska katolička Crkva smatra se tradicionalnom ukrajinskom Crkvom koja je prihvatila nadležnost Svetog Oca u Rimu nakon pada i degradacije Crkve u Konstantinopolisu tijekom 15. i 16. stoljeća. Kao rezultat dogovora između ukrajinskih crkvenih poglavara i Svete stolice u Rimu, 1596. stvorena je Brestska crkvena unija. Tim činom svi Ukrajinci zajedno s Bjelorusima prihvatili su nadležnost Rima, ali su zadržali vlastiti bizantski crkveni obred i druga zatražena prava. 
Gubitak ukrajinske autonomije na prijelazu sa 17. na 18. stoljeće učinio je Ukrajinsku crkvu nasilno podređenu Ruskoj pravoslavnoj Crkvi. Konstantinopol je izgubio crkvenu važnost, Rim se udaljio s prostora barokne Ukrajine zbog sve jačeg pritiska vlasti u Moskvi odnosno Sankt Peterburgu koji su počeli realizirati ideologiju Treći Rim. Tom ideologijom Moskva je pretendirala postati treći Rim i zauzeti vodeće mjesto među svim istočnoslavenskim vjernicima i njihovim crkvenim institucijama.

### Ukidanje autonomije
Ukrajina se u sljedećem razdoblju, krajem 18. stoljeća, susreće s potpunim ukidanjem crkvene autonomije. Ukrajinski grkokatolici ponovno se nasilno prepisuju na pravoslavne vjernike. Ukrajinska katolička Crkva seli u ilegalu i ondje nastavlja svoj rad gdje okuplja veliki broj raseljenih Ukrajinaca. U Ukrajini koja se gotovo cijela nalazila u sklopu Ruskog Carstva (izuzev njezinog krajnje zapadnog dijela koji se nalazio u sklopu Austrijskog Carstva), Ukrajinska katolička Crkva kao tradicionalna crkva Ukrajinaca posve je ukinuta do 1875. godine.
Ukrajinska katolička Crkva tim je činom nastavila funkcionirati isključivo u dijaspori i Austrijskom Carstvu. Svi ukrajinski grkokatolici koji su ostali na ukrajinskom teritoriju u Ruskom Carstvu prešli su prisilno na pravoslavnu vjeru i prihvatili nadležnost Ruske pravoslavne crkve. Ukrajinski narod ovdje se počeo udaljavati od Crkve koja je propagirala ukidanje ukrajinske autonomije. Ostalih 20 posto ukrajinskih grkokatolika zadržali su svoju vjeru do danas isključivo jer se nisu našli u Ruskom Carstvu.
Ukrajinska katolička Crkva u istočnoj Ukrajini nikada se više nije oporavila i vratila pod protektorat Rima. Kao rezultat svih političkih represija danas u Ukrajini djeluju četiri jake Crkve, no samo se Ukrajinska grkokatolička crkva i Ukrajinska autokefalna pravoslavna crkva (osnovana u 20. stoljeću) smatraju autentičnim ukrajinskim crkvama. Uz dvije navedene, u Ukrajini također djeluju Ukrajinska pravoslavna crkva Kijevske patrijaršije i Ukrajinska pravoslavna crkva Moskovske patrijaršije. U posljednjoj Crkvi većinu vjernika čine etnički Rusi koji u Ukrajini broje oko 8 milijuna ljudi.

## Poveznice
- Ukrajinska rimokatolička Crkva
- Ukrajinsko katoličko sveučilište
- Josif Slipij

## Vanjske poveznice
- Službene stranice Ukrajinske katoličke crkve  Arhivirana inačica izvorne stranice od 29. rujna 2009. (Wayback Machine)
- Kijevska arheparhija Ukrajinske katoličke crkve
- Ukrajinsko katoličko sveučilište  Arhivirana inačica izvorne stranice od 12. listopada 2012. (Wayback Machine)

1. ↑  Patriarchal cathedral. Ukrainian Greek Catholic Church sobor.ugcc.church Preuzeto 1. svibnja 2025.